# 87. вечити дерби у фудбалу
87. вечити дерби у фудбалу је фудбалска утакмица одиграна у Београду 13. октобра 1990. године, између Црвене звезде и Партизана. Утакмица се завршила резултатом 1 : 1 (0 : 1) за Црвену звезду после пенала 5 : 3.